# Football League Championship 2011/12
Het seizoen 2011/12 van de Football League Championship was het achtste seizoen van de op een na hoogste Engelse voetbalcompetitie sinds de oprichting. Aan de competitie doen 24 teams mee.
De lijst met deelnemende clubteams was op zes plaatsen gewijzigd ten opzichte van het voorgaande seizoen. QPR , Norwich City en Swansea City promoveerden vorig seizoen naar de Premier League en Sheffield United, Scunthorpe United en Preston North End degradeerde naar de Football League One. West Ham United, Blackpool en Birmingham City degradeerden vorig seizoen van de Premier League naar de Football League Championship, terwijl Brighton & Hove Albion, Southampton en Peterborough United promoveerden vanuit de Football League One naar The Championship.

## Teams
De volgende teams speelden in de Football League Championship in het seizoen 2011/12.
| Club                      | Plaats             | Stadion                            | Cap    | Trainer                                                              |
| ------------------------- | ------------------ | ---------------------------------- | ------ | -------------------------------------------------------------------- |
| Barnsley FC               | Barnsley           | Oakwell Stadium                    | 23.009 | Keith Hill                                                           |
| Birmingham City FC        | Birmingham         | St. Andrews Stadium                | 30.079 | Chris Hughton                                                        |
| Blackpool FC              | Blackpool          | Bloomfield Road                    | 16.220 | Ian Holloway                                                         |
| Brighton & Hove Albion FC | Brighton and Hove  | American Express Community Stadium | 22.374 | Gustavo Poyet                                                        |
| Bristol City FC           | Bristol            | Ashton Gate                        | 21.497 | Derek McInnes (Keith Millen opgestapt)                               |
| Burnley FC                | Burnley            | Turf Moor                          | 22.546 | Eddie Howe                                                           |
| Cardiff City FC           | Cardiff            | Cardiff City Stadium               | 26.828 | Malky Mackay                                                         |
| Coventry City FC          | Coventry           | Ricoh Arena                        | 32.609 | Andy Thorn                                                           |
| Crystal Palace FC         | Londen             | Selhurst Park                      | 26.309 | Dougie Freedman                                                      |
| Derby County FC           | Derby              | Pride Park Stadium                 | 33.597 | Nigel Clough                                                         |
| Doncaster Rovers FC       | Doncaster          | Keepmoat Stadium                   | 15.231 | Dean Saunders (Sean O'Driscoll ontslagen)                            |
| Hull City AFC             | Kingston upon Hull | KC Stadium                         | 25.404 | Nick Barmby (Nigel Pearson vertrokken naar Leicester City)           |
| Ipswich Town FC           | Ipswich            | Portman Road                       | 30.311 | Paul Jewell                                                          |
| Leeds United AFC          | Leeds              | Elland Road                        | 39.460 | Neil Warnock (Simon Grayson ontslagen)                               |
| Leicester City FC         | Leicester          | King Power Stadium                 | 32.500 | Nigel Pearson (Sven-Göran Eriksson opgestapt)                        |
| Middlesbrough FC          | Middlesbrough      | Riverside Stadium                  | 34.988 | Tony Mowbray                                                         |
| Millwall FC               | Londen             | New Den Stadium                    | 20.146 | Kenny Jackett                                                        |
| Nottingham Forest FC      | Nottingham         | City Ground                        | 30.576 | Steve Cotterill (Steve McClaren opgestapt)                           |
| Peterborough United FC    | Peterborough       | London Road Stadium                | 15.460 | Darren Ferguson                                                      |
| Portsmouth FC             | Portsmouth         | Fratton Park                       | 20.224 | Michael Appleton (Steve Cotterill vertrokken naar Nottingham Forest) |
| Reading FC                | Reading            | Madejski Stadium                   | 24.244 | Brian McDermott                                                      |
| Southampton FC            | Southampton        | St. Mary's Stadium                 | 32.689 | Nigel Adkins                                                         |
| Watford FC                | Watford            | Vicarage Road                      | 23.500 | Sean Dyche                                                           |
| West Ham United FC        | Londen             | Boleyn Ground                      | 35.303 | Sam Allardyce                                                        |

## Eindstand
| №  | Club                   | WG | W  | G  | V  | DV | DT | +/- | Punten |
| -- | ---------------------- | -- | -- | -- | -- | -- | -- | --- | ------ |
| 1  | Reading                | 46 | 27 | 8  | 11 | 69 | 41 | +29 | 89     |
| 2  | Southampton            | 46 | 26 | 10 | 10 | 85 | 46 | +39 | 88     |
| 3  | West Ham United        | 46 | 24 | 14 | 8  | 81 | 48 | +33 | 86     |
| 4  | Birmingham City        | 46 | 20 | 16 | 10 | 78 | 51 | +27 | 76     |
| 5  | Blackpool              | 46 | 20 | 15 | 11 | 79 | 59 | +20 | 75     |
| 6  | Cardiff City           | 46 | 19 | 18 | 9  | 66 | 53 | +13 | 75     |
| 7  | Middlesbrough          | 46 | 18 | 16 | 12 | 52 | 51 | +1  | 70     |
| 8  | Hull City              | 46 | 19 | 11 | 16 | 47 | 43 | +4  | 68     |
| 9  | Leicester City         | 46 | 18 | 12 | 16 | 66 | 55 | +11 | 66     |
| 10 | Brighton & Hove Albion | 46 | 17 | 15 | 14 | 53 | 52 | 0   | 66     |
| 11 | Watford                | 46 | 16 | 16 | 14 | 56 | 64 | –8  | 64     |
| 12 | Derby County           | 46 | 18 | 10 | 18 | 50 | 58 | –8  | 64     |
| 13 | Burnley                | 46 | 17 | 11 | 18 | 61 | 58 | +3  | 62     |
| 14 | Leeds United           | 46 | 17 | 10 | 19 | 65 | 68 | –3  | 61     |
| 15 | Ipswich Town           | 46 | 17 | 10 | 19 | 69 | 77 | –8  | 61     |
| 16 | Millwall               | 46 | 15 | 12 | 19 | 40 | 60 | –20 | 57     |
| 17 | Crystal Palace         | 46 | 13 | 17 | 16 | 55 | 57 | –2  | 56     |
| 18 | Peterborough United    | 46 | 13 | 11 | 22 | 67 | 77 | –10 | 50     |
| 19 | Nottingham Forest      | 46 | 14 | 8  | 24 | 47 | 63 | –16 | 50     |
| 20 | Bristol City           | 46 | 12 | 13 | 21 | 44 | 68 | –24 | 49     |
| 21 | Barnsley               | 46 | 13 | 9  | 24 | 49 | 74 | –25 | 48     |
| 22 | Portsmouth             | 46 | 13 | 11 | 22 | 50 | 59 | –9  | 40     |
| 23 | Coventry City          | 46 | 9  | 13 | 24 | 41 | 65 | –24 | 40     |
| 24 | Doncaster Rovers       | 46 | 8  | 12 | 26 | 43 | 80 | –37 | 36     |

## Play-offs
|  | Eerste ronde    | Eerste ronde |  |           | Finale          | Finale |
|  |                 |              |  |           |                 |        |
|  |                 |              |  |           |                 |        |
|  | West Ham United | 2 - 0        |  |           |                 |        |
|  | Cardiff City    | 3 - 0        |  |           |                 |        |
|  |                 |              |  |           | West Ham United | 2      |
|  |                 |              |  | Blackpool | 1               |        |
|  | Birmingham City | 0 - 1        |  |           |                 |        |
|  | Blackpool       | 2 - 2        |  |           |                 |        |

West Ham United promoveert samen met Reading en Southampton naar de Premier League.

## Statistieken

### Topscorers
| nr | Speler           | Club                            | Goals |
| -- | ---------------- | ------------------------------- | ----- |
| 1  | Rickie Lambert   | Southampton                     | 27    |
| 2  | Ricardo Vaz Tê   | Barnsley en West Ham United     | 22    |
| 3  | Billy Sharp      | Doncaster Rovers en Southampton | 19    |
| 4  | Ross McCormack   | Leeds United                    | 18    |
| 5  | Kevin Phillips   | Blackpool                       | 16    |
| 5  | Charlie Austin   | Burnley                         | 16    |
| 5  | Marlon King      | Birmingham City                 | 16    |
| 5  | Matty Fryatt     | Hull City                       | 16    |
| 9  | Jay Rodriguez    | Burnley                         | 15    |
| 9  | Darius Henderson | Millwall                        | 15    |
| 9  | David Nugent     | Leicester City                  | 15    |

### Meeste assists
| nr | Speler               | Club                       | Assists |
| -- | -------------------- | -------------------------- | ------- |
| 1  | Chris Burke          | Birmingham City            | 16      |
| 2  | Robert Snodgrass     | Leeds United               | 15      |
| 3  | Rickie Lambert       | Southampton                | 14      |
| 4  | Peter Whittingham    | Cardiff City               | 13      |
| 5  | Jobi McAnuff         | Reading                    | 11      |
| 5  | Danny Fox            | Southampton                | 11      |
| 5  | Stephen Crainey      | Blackpool                  | 11      |
| 5  | Liam Lawrence        | Portsmouth en Cardiff City | 11      |
| 5  | George Boyd          | Peterborough United        | 11      |
| 10 | Frazer Richardson    | Southampton                | 10      |
| 10 | Ben Davies           | Derby County               | 10      |
| 10 | James Henry          | Millwall                   | 10      |
| 10 | Jimmy Kébé           | Reading                    | 10      |
| 10 | Adam Lallana         | Southampton                | 10      |
| 10 | Gary Taylor-Fletcher | Blackpool                  | 10      |

### Toeschouwers
| №      | Club                      | Gem    | Duels | +/–     | Record |
| ------ | ------------------------- | ------ | ----- | ------- | ------ |
| 1      | West Ham United FC        | 30.931 | 23    | –7,6%   | 35.000 |
| 2      | Southampton FC            | 26.420 | 23    | +19,2%  | 32.363 |
| 3      | Derby County FC           | 26.020 | 23    | 0,0%    | 33.010 |
| 4      | Leeds United FC           | 23.283 | 23    | –14,7%  | 33.366 |
| 5      | Leicester City FC         | 23.037 | 23    | –2,7%   | 27.720 |
| 6      | Cardiff City FC           | 22.100 | 23    | –4,7%   | 25.109 |
| 7      | Nottingham Forest FC      | 21.970 | 23    | –5,6%   | 27.356 |
| 8      | Brighton & Hove Albion FC | 20.028 | 23    | +172,4% | 20.968 |
| 9      | Reading FC                | 19.219 | 23    | +8,7%   | 24.026 |
| 10     | Birmingham City FC        | 18.883 | 23    | –25,8%  | 25.516 |
| 11     | Hull City AFC             | 18.790 | 23    | –11,2%  | 22.676 |
| 12     | Ipswich Town FC           | 18.267 | 23    | –6,9%   | 24.763 |
| 13     | Middlesbrough FC          | 17.558 | 23    | +7,9%   | 27.794 |
| 14     | Crystal Palace FC         | 15.219 | 23    | –0,9%   | 21.002 |
| 15     | Coventry City FC          | 15.119 | 23    | –7,3%   | 22.240 |
| 16     | Portsmouth FC             | 15.016 | 23    | –4,4%   | 19.879 |
| 17     | Burnley FC                | 14.048 | 23    | –5,9%   | 17.226 |
| 18     | Bristol City FC           | 13.846 | 23    | –5,2%   | 19.003 |
| 19     | Blackpool FC              | 12.764 | 23    | –19,1%  | 14.141 |
| 20     | Watford FC                | 12.704 | 23    | –3,4%   | 16.314 |
| 21     | Millwall FC               | 11.484 | 23    | –7,7%   | 16.085 |
| 22     | Barnsley FC               | 10.332 | 23    | –12,9%  | 17.499 |
| 23     | Doncaster Rovers FC       | 9.341  | 23    | –8,9%   | 12.962 |
| 24     | Peterborough United FC    | 9.111  | 23    | +41,3%  | 13.517 |
| Totaal | Totaal                    | 17.729 | 552   | +2,0%   | 35.000 |